# Norma Varden
Norma Varden (Londen, 20 januari 1898 - Santa Barbara, 19 januari 1989) was een Brits-Amerikaans televisie- en filmactrice.

## Loopbaan
Ze begon haar carrière in 1920 in het theater van West End in het stuk The Wandering Jew. Ze speelde regelmatig mee in stukken van het Aldwych Theatre. Nadat ze ook in Britse films begon te acteren kreeg ze ook aanbiedingen uit Hollywood. Daar speelde ze in vele bekende films mee, meestal als bijrol. Enkele films waarin ze speelde waren Casablanca, Strangers on a Train, Gentlemen Prefer Blondes. Haar bekendste bijrol is die van Frau Schmidt in The Sound of Music. 
Ze speelde ook vele gastrollen in televisieseries, zoals I Love Lucy, Perry Mason en The Beverly Hillbillies. 

## Privé-leven
Op 28 januari 1949 verkreeg ze de Amerikaanse nationaliteit. Varden overleed aan hartfalen één dag voor haar 91ste verjaardag. Ze bleef haar hele leven ongehuwd.